# Desa Pasiraman (administrativ by i Indonesien, lat -6,89, long 115,33)
Desa Pasiraman är en administrativ by i Indonesien.   Den ligger i provinsen Jawa Timur, i den västra delen av landet, 900 km öster om huvudstaden Jakarta. Desa Pasiraman ligger på ön Pulau Kangean.